# Shuangliu
Shuangliu léase Shuáng-Liú (en chino tradicional, 雙流區; en chino simplificado, 双流区; pinyin, Shuāngliú qū) es un distrito urbano bajo la administración directa de la Subprovincia de Chengdu, capital provincial de Sichuan. El distrito yace en una llanura con una altitud promedio de 500 m s. n. m., ubicada a 19 km del centro financiero de la ciudad, formando parte de la zona metropolitana de Chengdu. Su área total es de 1068 km² y su población proyectada para 2017 fue de 782 250 habitantes.
En el distrito se ubica el Aeropuerto Internacional Chengdu , lo que permitió un rápido crecimiento urbano hacia ese sector. El aeropuerto es un eje para la aviación en la China occidental.

## Administración
El distrito de Shuangliu se divide en 26 pueblos que se administran en 8 subdistritos y 18 poblados.
Subdistritos
Dōngshēng jiēdào, Xī háng gǎng jiēdào, Huá yáng jiēdào, Huáng jiǎ jiēdào, Jiǔjiāng jiēdào, Zhōng hé jiēdào, Gōng xìng jiēdào y Xiéhé jiēdào
Poblados
Tàipíng zhèn, Yǒng xìng zhèn, Jí tián zhèn, Zhèng xìng zhèn, Péng zhèn, Dàlín zhèn, Jiānchá zhèn, Huánglóng xī zhèn, Yǒng'ān zhèn, Huáng shuǐ zhèn, Jīnqiáo zhèn, Shènglì zhèn, Xīnxīng zhèn, Xīnglóng zhèn, Wàn ān zhèn, Báishā zhèn, Sānxīng zhèn y Héjiāng zhèn.